# نکشیا هندرسون
نکشیا هندرسون (انگلیسی: Nekeshia Henderson؛ زادهٔ ۲۸ فوریهٔ ۱۹۷۳) بازیکن بسکتبال اهل ایالات متحده آمریکا است.
وی در مسابقات کشوری و بین‌المللی در مجموع برندهٔ ۱ مدال برنز شده‌است.